# Edmond Dune
Edmond Dune (* 2. März 1914 in Athem, Belgien als Edmond Hermann; † 25. Januar 1988 in Luxemburg) war ein luxemburgischer Autor, Dichter und Dramaturg, der seine Werke in französischer Sprache verfasste.

## Leben
Edmond Dune wurde 1914 als Sohn eines luxemburgischen Vaters, Paul Hermann, und einer belgischen Mutter, Louise Wittamer, geboren. Seine Eltern starben durch Tuberkulose, als er zwei Jahre alt war. Nach einem Abschluss an einer höheren religiösen Schule in Arlon studierte er Agronomie an den Universitäten Nancy und Löwen. Im Jahr 1935 nahm er die luxemburgische Staatsangehörigkeit an. Kurz vor Ausbruch des Zweiten Weltkriegs schrieb er sich 1938 unter dem Pseudonym Hugues Dardenne, da er vorgab Belgier zu sein, in der französischen Fremdenlegion ein. Während der Schlacht um Tunesien wurde er am 9. März 1943 bei Bir Halima, ca. 20 km südlich von Tunis, verwundet und erhielt daraufhin das Croix de guerre als Auszeichnung. Danach verließ er die Fremdenlegion und schloss sich bis Kriegsende der 1. Belgischen Infanterie-Brigade (Brigade Piron) innerhalb der britischen Armee an. Nach Kriegsende kehrte Edmond Dune nach Luxemburg zurück, wo er als Journalist bei Radio Luxembourg (heute: RTL) bis zu seiner Pensionierung 1979 arbeitete. 1947 heiratete er Margot Gengler, mit der er vier Töchter, Marie-Louise, Jeanne, Leatitia und Francoise hatte.

## Leistungen
Edmond Dune war in verschiedenen Bereichen tätig. Er veröffentlichte zahlreiche Gedichte und wurde auch als Dramaturg bekannt, vor allem durch sein Stück Les Taupes („Die Maulwürfe“) aus dem Jahr 1955, das 1957 am Théâtre du Vieux Colombier in Paris aufgeführt wurde. Weitere Theaterstücke waren unter anderem Les Tigres (1966) und Le Puits de Fuentés (1974) am Théâtre Municipal d’Esch-sur-Alzette. Er war auch Verfasser von Essays und Prosa und Übersetzer französischer Texte ins Deutsche, Englische und Italienische sowie fremdsprachiger Texte ins Französische. Er veröffentlichte zudem auch häufig Beiträge in literarischen Zeitschriften wie zum Beispiel in Critique oder La Quinzaine littéraire.

## Auszeichnungen
- Prix national de littérature française, 1957
- Prix France – Luxembourg für sein Gesamtwerk, 1979
- Prix Batty Weber für sein Gesamtwerk, 1987

## Werke
Lyrik
- Révélations, Le Goëland, Dinard, 1938.
- Usage du temps, Luxembourg, 1946.
- Corps élémentaires, Nice, 1948.
- Matière première, Nice, 1950.
- Brouillard, Caractères, Paris, 1956.
- Rencontres du veilleur, La Tour de feu, Jarnac, 1959.
- Douze coplas, Vodaine, Basse-Yutz, 1962.
- Jonchets, Vodaine, Basse-Yutz, 1965.
- XXIV poèmes pour cœur mal tempéré, gravures de Jean Vodaine, Vodaine, Basse-Yutz, 1967.
- Almanach, Luxembourg, 1969.
- Remarques, Vodaine, Basse Yutz, 1971.
- Poèmes en prose, Sherbrooke, 1973.
- Des rives de l'aube au rivage du soir, Institut Grand Ducal, Luxembourg, 1974.
- La roue et le moyeu, gravures de Roger Bertemes, Simoncini Éditeur, Luxembourg, 1983.
- Multiples, œuvre collective, e.a.linographies de Jean Vodaine, Centre d’action Culturelle, Saint-Avold, 1986
- Trente coplas, dessins de Vodaine, Jean Vodaine, Baslieux, 1994.
- Honchets, 24 poèmes français, Jean Vodaine, Baslieux, 2000.

Theaterstücke
- Les Taupes, Basse-Yutz, 1955.
- Les Tigres, Luxembourg, 1966.
- Le Puits de Fuentès, Luxembourg, 1973.
- Théâtre I (Pièces en un acte), Institut Grand Ducal, Luxembourg, 1982.
- Théâtre II (Pièces en quatre actes), Institut Grand Ducal, Luxembourg, 1983.

Essays
- Remarques, Vodaine, Basse Yutz, 1971.
- L'anneau de Moebius, Eaux-fortes de Roger Bertemes, Luxembourg, 1974.
- À l'enseigne de Momus, Pensées et maximes, RTL Édition, Luxembourg, 1984.